# اغتصاب نانكينغ (كتاب)
اغتصاب نانكينغ: هولوكوست الحرب العالمية الثانية المنسيّ هو كتاب غير خياليّ كان من أكثر الكتب مبيعًا عام 1997 كتبته آيريس تشانغ عن مذبحة نانكينغ عام 1937-1938، المذبحة والفظائع التي ارتكبها الجيش الياباني الإمبراطوري بعد استيلائه على نانكينغ، عاصمة الصين في ذلك الوقت، خلال الحرب الصينية اليابانية الثانية. يصف الكتاب الأحداث التي سبقت مجزرة نانكينغ والفظائع التي ارتُكبت. ويعرض الكتاب وجهة نظر مفادها أن الحكومة اليابانية لم تقم بما يكفي لإصلاح (تدارُك) الفظائع. وهو أحد أوائل الكتب المهمة باللغة الإنجليزية التي تقدم مذبحة نانكينغ إلى القرّاء الغربيين والشرقيين على حد سواء، وقد تمت ترجمته إلى العديد من اللغات.
استُقبل الكتاب بكلٍ من الإشادة والنقد من الجمهور والأكاديميين. أشيد به كعمل «يُظهر بوضوح أكثر من أي تقرير سابق» مدى ووحشية الحادثة، بينما انتُقد في نفس الوقت لكونه « به أخطاء خطيرة » و«مليء بالمعلومات المغلوطة والتفسيرات غير المدروسة». عُضد بحث تشانغ في الكتاب بالعثور على يوميات جون رايب وميني فورتن، وكلاهما لعب أدوارًا مهمة في منطقة أمان نانكينغ، وهي المنطقة المخصصة في نانكينغ التي حمت المدنيين الصينيين خلال مذبحة نانجينغ.
دفع الكتاب المدير التنفيذي لشركة إيه أو أل (أمريكا أونلاين) تيد ليونسيز إلى تمويل وإنتاج نانكينغ، وهو فيلم وثائقي لعام 2007 عن مذبحة نانكينغ.

## الإلهام
- عندما كانت تشانغ طفلة، حكى لها والداها أنه أثناء مجزرة نانكينغ، «قُطّع اليابانيون الرضّع ليس فقط إلى نصفين بل إلى أثلاث وأرباع.» هرب والداها مع عائلاتهم من الصين إلى تايوان ومن هناك إلى الولايات المتحدة بعد الحرب العالمية الثانية. في مقدمة اغتصاب نانجينغ، كتبت تشانغ أنه طوال طفولتها، ظلت مجزرة نانكينغ «مدفونة في مؤخرة عقلها باعتبارها مجازٌا عن الشر الذي لايصح ذكره (لا يوصف).» عندما بحثت في المكتبات العامة المحلية وفي مدرستها ولم تجد شيئًا، تعجبت لماذا لم يكتب أحد كتابًا عن ذلك. [6]

دخل موضوع مجزرة نانكينغ حياة تشانغ مرةً أخرى بعد نحو عقدين عندما سمعت عن منتجين أكملوا أفلامًا وثائقيًة عنه. أحد المنتجين كان شاو تسوبينغ، الذي ساعد في إنتاج شهادة (وصية) ماغيي، وهو فيلمٌ يحتوي على مشاهد مصورة لمذبحة نانكينغ نفسها، صورها المبشر جون ماغيي. المنتجة الأخرى كانت نانسي تونغ، التي، مع كريستين شوي، أنتجا واشتركا في إخراج باسم الإمبراطور، وهو فيلم يحتوي على سلسلة من اللقاءات مع مواطنين صينيين، وأمريكيين، ويابانيين. بدأت تشانغ في التحدث إلى شاو وتونغ، وسريعًا اتصلت بشبكة من النشطاء الذين شعروا بالحاجة لتوثيق ونشر أحداث مذبحة نانكينغ.
في ديسمبر عام 1994، حضرت مؤتمرًا حول مجزرة نانكينغ، أقيم في كوبرتينو، كاليفورنيا، وحثها ما رأته وسمعته في المؤتمر على كتابة اغتصاب نانكينغ. كما كتبت في مقدمة الكتاب، بينما كانت في المؤتمر، أصبحت «فجأة في حالة ذعر من أن قلة الاحترام هذه للموت والاحتضار، وهذا الارتداد في التطور الاجتماعي البشري، سوف تتقلص إلى حاشية التاريخ، وتُعامل مثل خلل غير ضار في برنامج كمبيوتر قد يسبب أو لايسبب مشكلةً مرة أخرى، ما لم يجبر شخص ما العالم على تذكرها.»

## البحث
قضت تشانغ عامين في البحث من أجل الكتاب. وجدت موادًا لمصادر في الولايات المتحدة، متضمنةً يوميات، وأفلام، وصور المبشرين والصحفيين وضباط الجيش الذين كانوا في نانكينغ وقت المذبحة. بالإضافة لذلك، سافرت إلى نانكينغ لمقابلة الناجين من مذبحة نانكينغ ولتقرأ التقارير الصينية واعترافات المحاربين القدامى في الجيش الياباني. لم تقم تشانغ، مع ذلك، بالبحث في اليابان، وهذا تركها عرضة للانتقادات حول كيفية تصويرها لليابان الحديثة في سياق كيفية تعاملها مع ماضيها في الحرب العالمية الثانية.
بحثُ تشانغ قادها إلى ما دعته مقالةٌ في سان فرانسيسكو كرونيكل ب «الاكتشافات المهمة» في موضوع مجزرة نانكينغ، في شكل يوميات اثنين من الغربيين ممن كانوا في نانكينغ يقودون جهود إنقاذ الأرواح أثناء الغزو الياباني. واحدة من تلك اليوميات كانت لجون رايب، عضو الحزب النازي الألماني الذي كان قائد منطقة أمان نانكينغ، وهي منطقة منزوعة السلاح في نانجينغ أقامها رايب و غربيون آخرون لحماية المدنيين الصينيين. اليوميات الأخرى كانت لميني فوترين، المبشرة الأمريكية التي أنقذت حياة نحو 10000 امرأه وطفل عندما وفرت لهم مأوىً في جامعة جينلينغ. وثقت اليوميات أحداث مجزرة نانكينغ من وجهة نظر كاتبيّها، وقدمت رواياتٍ مفصلة عن الفظائع التي رأوها، بالإضافة إلى معلومات حول الأجواء المحيطة بمنطقة نانكينغ الآمنة. نعتت تشانغ رايب ب«أوسكار تشاندلر الخاص بنانكينغ» وفوترين ب«آن فرانك الخاصة بنانكينغ». تتجاوز يوميات رايب ال 800 صفحة، وتتكون من أحد أكثر الروايات تفصيلًا عن مذبحة نانكينغ. تُرجمت إلى الإنجليزية عام 1998 ونشرتها راندوم هاوس تحت عنوان رجل نانكينغ الطيب: يوميات جون رايب. تروي يوميات فوترين تجربتها الشخصية ومشاعرها تجاه مذبحة نانكينغ؛ فيها، مدونة تُقرأ، «ليس هناك على الأرجح جريمةٌ لم تُرتَكَب في هذه المدينة اليوم». وقد استخدمها هوا- لينغ  كمصدر لمادة سيرة فوترين ودورها خلال مذبحة نانكينغ، بعنوان الإلهة الأمريكية لدى اغتصاب نانكينغ: شجاعة ميني فوترين.

## المحتويات
يقسم اغتصاب نانكينغ إلى ثلاثة أجزاء أساسية. يستخدم الأول تقنية أطلقت عليها تشانغ «منظور راشومون» لسرد أحداث مذبحة نانكينغ، من ثلاث وجهات نظرٍ مختلفة لكلٍ من: الجيش الياباني، والضحايا الصينيين، والغربيين الذين حاولوا مساعدة المدنيين الصينيين. يتعلق الجزء الثاني بردود فعل مابعد الحرب تجاه المجزرة، خاصة تلك المتعلقة بالحكومات الأمريكية والأوروبية. يفحص الجزء الثالث الأوضاع التي، تعتقد تشانغ، بأنها أبقت المعرفة عن المجزرة بعيدًا عن الوعي العام بعد عقود من الحرب.

### الفظائع
يصور الكتاب بالتفصيل القتل، والتعذيب، والاغتصاب الذي حدث أثناء مذبحة نانكينغ. عددت تشانغ ووصفت أصناف التعذيب الذي مورس على المقيمين، متضمنًا الدفن أحياء، بتر الأطراف، «الموت بالنار»، «الموت بالثلج»، «الموت بالكلاب». بناءً على شهادة الناجين من المذبحة، وصفت تشانغ مسابقة قتل بين مجموعة من الجنود اليابانيين لتحديد الأسرع في القتل. فيما يتعلق بالاغتصاب الذي حدث أثناء المذبحة، كتبت تشانغ بأنها «بالتأكيد واحدة من أكبر حالات الاغتصاب الجماعية في تاريخ العالم». قدرت أن أعداد النساء اللاتي اغتُصبن ما بين 20000  إلى ما يصل إلى 80000 امرأة. وصرحت بأن النساء المغتصبات كنّ من جميع الطبقات، بما فيهن الراهبات البوذيات. بالإضافة لذلك فإن الاغتصاب قد وقع في جميع المواقع وفي جميع الأوقات، وأن كلاً من النساء الصغيرات للغاية والكبيرات جدًا قد اغتصبن. لم تُترك حتى السيدات الحوامل، كتبت تشانغ، أنه بعد الاغتصابات الجماعية، «كان الجنود اليابانيون أحيانًا يبقرون بطون السيدات الحوامل ويقتلعون الأجنة للتسلية.». لم يكن كل ضحايا الاغتصاب من النساء، فحسب الكتاب، مورس الجنس مع الرجال الصينيين وأُجبروا على القيام بأفعال جنسية بغيضة. بعضهم أجبروا على ممارسة نكاح المحارم- بأن يغتصب الأب بناته، والأخ أخواته، والأبناء أمهاتهم.

### عدد الوفيات
كتبت تشانغ عن تقديرات عدد القتلى المقدمة من مصادر مختلفة. اقترح الخبير العسكري الصيني ليو فانغ تشو رقم 430000. صرح المسؤولون في قاعة مذبحة نانكينغ التذكارية والنائب العام لمحكمة نانجينغ المحلية عام 1946 أن 300000 شخص على الأقل قتلوا؛ وخلص قضاة المحكمة العسكرية الدولية للشرق الأقصى آي أم تي أف إي (IMTFE) إلى مقتل أكثر من 260000، شخص؛ وقارب المؤرخ الياباني أكيرا فوجيوارا الرقم من 200000؛ وقدّر جون رايب، «الذي لم يجر قط إحصاءً منهجيًا وغادر نانكينغ في فبراير» الأعداد ما بين 50 إلى 60.000 فقط؛ وزعم المؤرخ الياباني إيكوهيكو هاتا بأن عدد القتلى كان بين 38000 و 42000.
ناقش الكتاب بحث المؤرخ صن زهايوي من أكاديمية جيانغسو للعلوم الاجتماعية. في مقالته عام 1990، مذبحة نانكينغ وسكان نانكينغ، قدّر صن العدد الإجمالي للأشخاص الذين قُتلوا ب 377400. باستخدام سجلات الدفن الصينية، حسب أن عدد القتلى تجاوز الرقم 227400. ثم أضاف تقديرات مجموعها 150000 كان الرائد في الجيش الإمبراطوري الياباني أوتا هيساو قد قدمها في تقرير اعترافيّ حول جهود الجيش الياباني للتخلص من جثث الموتى، فوصل إلى 377400 قتيل.
كتبت تشانغ أن هناك «أدلة دامغة »على أن اليابانيين أنفسهم، في ذلك الوقت، كانوا يعتقدون أن عدد القتلى قد يصل إلى 300000. إذ استشهدت برسالة نقلها وزير الخارجية الياباني كوكي هيروتا إلى اتصالاته في واشنطن العاصمة في الشهر الأول من المذبحة في 17 يناير 1938. اعترفت الرسالة بأنه «ذُبِح ما لا يقل عن ثلاثمئة ألف مدني صيني، ذبحت الكثير من الحالات بدم بارد.»